# Kościół św. Stanisława Biskupa w Fałkowicach
Kościół św. Stanisława Biskupa – rzymskokatolicki kościół parafialny w Fałkowicach. Świątynia należy do parafii św. Stanisława Biskupa w Fałkowicach, w dekanacie Zagwiździe, diecezji opolskiej.

## Historia kościoła

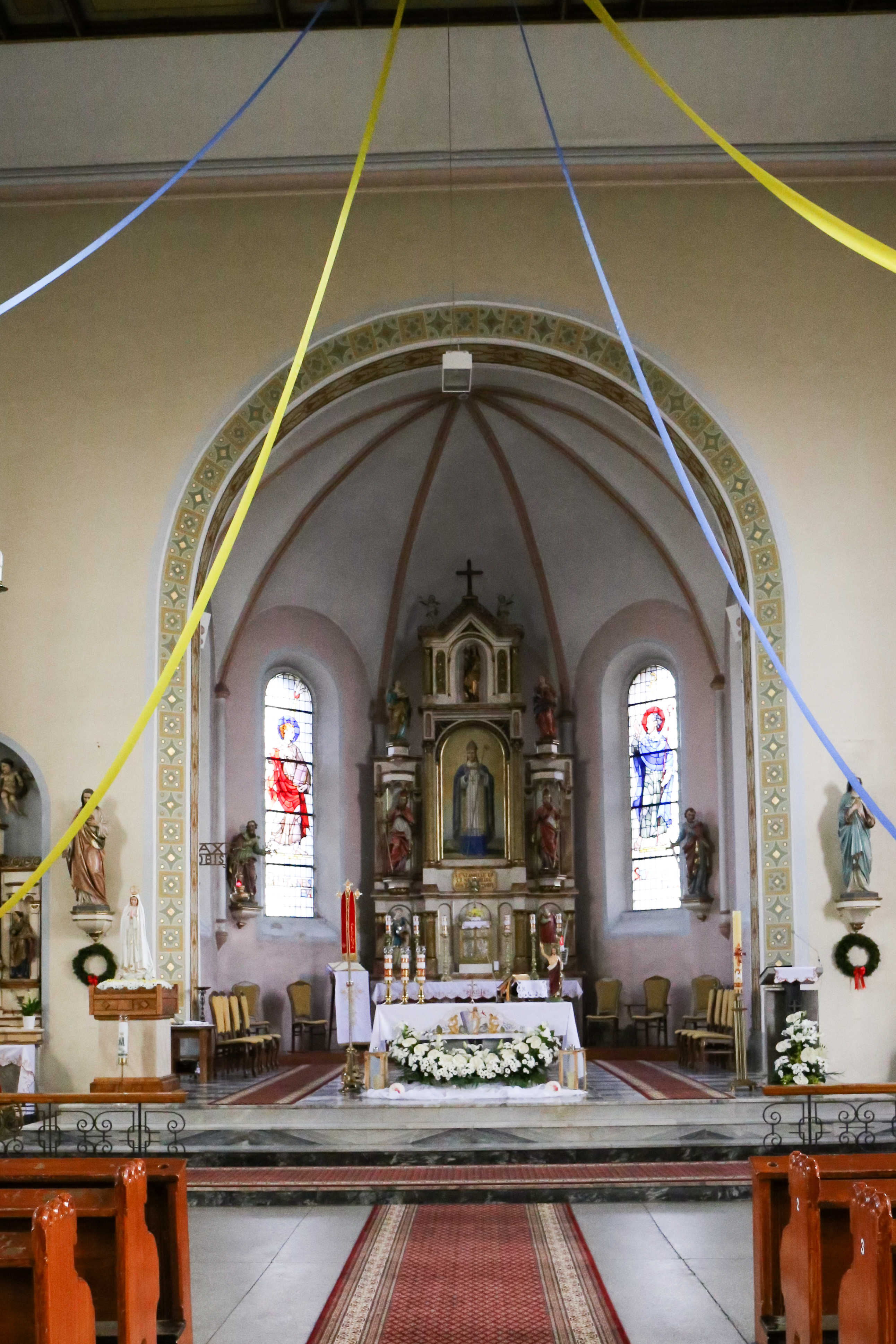
Wnętrze kościoła

Pierwszy kościół w Fałkowicach wzmiankowany był w 1519 roku. Była to świątynia zbudowana z drewna. W 1703 roku kościółek doszczętnie spłonął. Mieszkańcy Fałkowic z ówczesnym proboszczem odbudowali kościół. W 1721 roku kościół ponownie doszczętnie spłonął, ale już w 1722 roku, ksiądz Franz Klimetzky z Opola rozpoczął odbudowę świątyni. Z czasem drewniany kościółek stał się zbyt ciasny, toteż w 1865 roku podjęto decyzję o budowie większej, murowanej świątyni. W 1868 roku, ksiądz proboszcz Adolph Kempski otrzymał z kurii biskupiej zezwolenie na budowę. 24 lipca 1878 roku ksiądz Kusch z Dobrzenia Wielkiego położył kamień węgielny pod budowę. Patronat objął król pruski Wilhelm I, cesarz niemiecki. Budowa została ukończona w 1881 roku. W tym samym roku wybudował organy wybudował Anton Czopka. W 1886 roku zbudowano plebanię. W 1928 roku przebudowano wieżę z drewnianej na murowaną i umieszczono na niej zegar, który istnieje tam do dziś.
8 maja 1978 roku kościół został konsekrowany przez biskupa W. Wyciska. 